# Дендонкер, Леандер
Леа́ндер Дендо́нкер (нидерл. Leander Dendoncker; род. 15 апреля 1995[…], Пассендале, Фламандский регион) — бельгийский футболист, опорный полузащитник английского клуба «Астон Вилла» и сборной Бельгии. Бронзовый призёр чемпионата мира 2018 года и участник чемпионата мира 2022 и чемпионата Европы 2020 годов.

## Клубная карьера

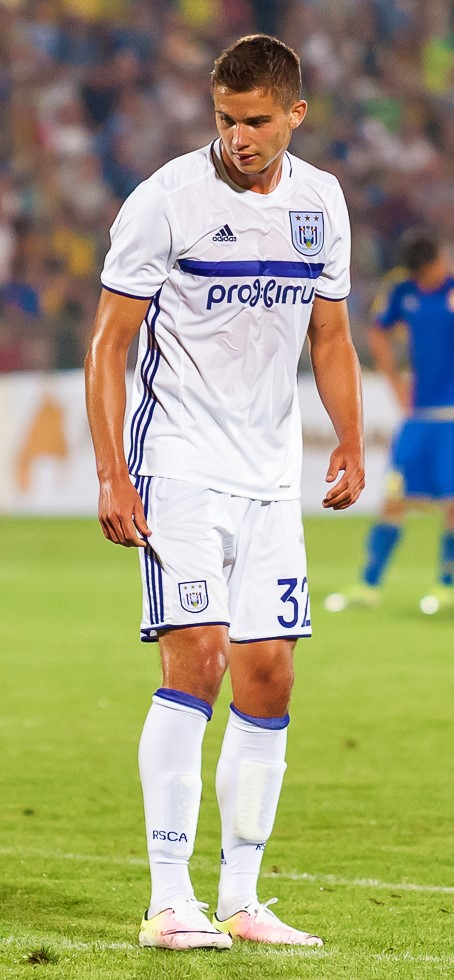
Дендонкер в составе «Андерлехта»

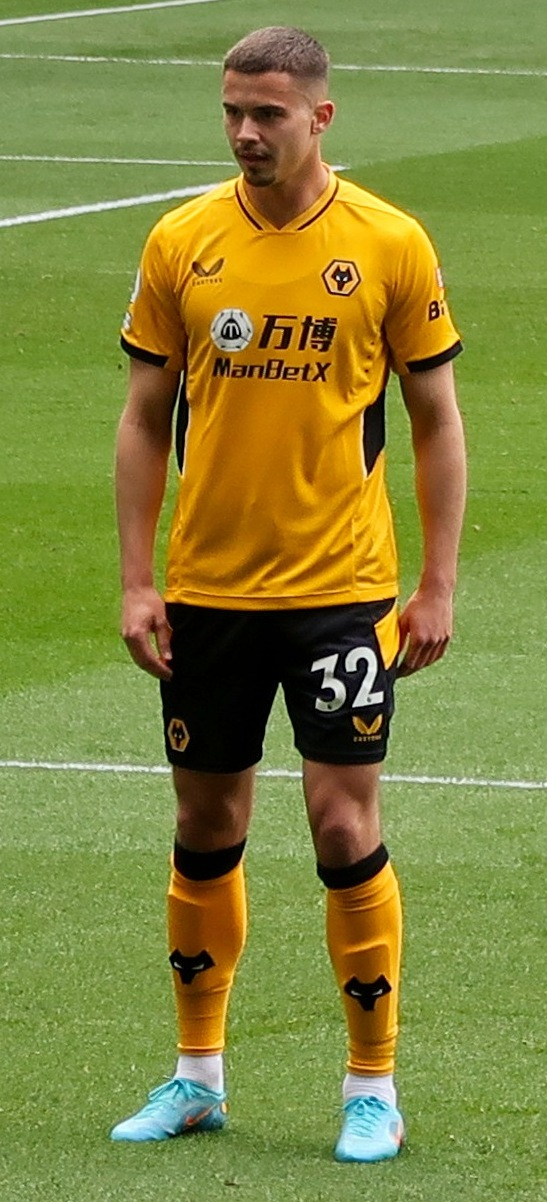
Дендонкер в составе «Андерлехта»

Дендонкер — воспитанник клубов «Руселаре» и «Андерлехт». 21 июля 2013 года в матче Суперкубка Бельгии против «Генка» он дебютировал в составе последнего. Сыграв всего один матч он стал обладателем трофея. 1 августа 2014 в матче против «Остенде» он дебютировал в Жюпиле лиге, заменив в конце второго тайма Александра Митровича. 18 января 2015 года во встрече против «Льерса» Леандер забил свой первый гол за «Андерлехт». В том же году он помог команде выиграть чемпионат и Суперкубок Бельгии. В 2017 году Дендонкер во второй раз стал чемпионом Бельгии.
Летом 2018 года Леандер был отдан в аренду в английский «Вулверхэмптон Уондерерс». 28 августа в поединке Кубка Английской футбольной лиги против «Шеффилд Уэнсдей» Дендокер дебютировал за основной состав. 5 декабря в матче против «Челси» он дебютировал в английской Премьер-лиге. 2 февраля 2019 года в поединке против «Эвертона» Леандер забил свой первый гол за «Вулверхэмптон Уондерерс». 
В том же году «Вулвз» выкупили Дендонкера. Итого сыграл 105 матчей за клуб в лиге, отличившись 7 раз.
В 2022 году в последний день трансферного окна 1 сентября Дендокер перешёл в «Астон Виллу». 16 сентября в матче против «Саутгемптона» он дебютировал за новую команду. 26 декабря 2023 года в поединке против «Манчестер Юнайтед» Леандер забил свой первый гол за «Астон Виллу».
26 января 2024 года до конца сезона Дендокер был отдан в аренду в итальянский клуб «Наполи». 28 января в матче против «Лацио» он дебютировал в итальянской Серии A.

## Международная карьера
В 2012 году в составе юношеской сборной Бельгии Дендонкер принял участие в юношеском чемпионате Европы в Словении. На турнире он сыграл в матчах против команд Польши, Нидерландов и Словении.
7 июля 2015 года в товарищеском матче против сборной Франции Дендонкер дебютировал за сборную Бельгии, заменив во втором тайме Джейсона Динейра.
В 2018 году Дендокер стал бронзовым призёром чемпионата мира в России. На турнире он сыграл в матче против команды Англии.
В 2021 году Дендокер принял участие в чемпионате Европы 2020. На турнире он сыграл в матчах против команд России, Дании и Португалии.
10 ноября 2022 года был включён в официальную заявку сборной Бельгии для участия в матчах чемпионата мира 2022 года в Катаре. На турнире он сыграл в матчах против сборных Канады и Хорватии.
8 июня 2022 года в поединке Лиги наций против сборной Польши Дендокер забил свой первый гол за национальную команду.

### Голы за сборную Бельгии
| № | Дата        | Место                                     | Противник | Счёт | Результат | Соревнование         |
| - | ----------- | ----------------------------------------- | --------- | ---- | --------- | -------------------- |
| 1 | 8 июня 2022 | Стадион короля Бодуэна, Брюссель, Бельгия | Польша    | 5:1  | 6:1       | Лига наций 2022/2023 |

## Достижения

### Командные достижения
«Андерлехт»
- Чемпион Бельгии: 2016/17
- Обладатель Суперкубка Бельгии (2): 2013, 2014

Сборная Бельгии
- 3-е место на чемпионате мира: 2018